# 楊瀹
楊瀹（1498年—？），字弘功，號南郛，順天府涿州人，明朝政治人物。

## 生平
正德己卯（1519年）順天府鄉試第三十一名舉人，嘉靖十一年（1532年）壬辰科會試中式第五十三名，登第二甲第五名進士。觀禮部政，授户部山西司主事，十二年七月改任翰林院編修，十三年三月充经筵展书官，十五年九月陞修撰，十七年二月出为山東提學副使。

## 家族
曾祖楊春；祖楊瓉；父楊鎡，知縣；母樊氏。永感下，妻池氏，繼妻李氏；兄澤（判官）；沛，弟潮；溱；涇；沔。